# ELLE (アダルトゲーム)
『ELLE』（エル）は、1991年6月13日にエルフより発売されたアダルトゲーム。なお、本項では2000年9月29日に発売されたリメイク作『〔él〕』、及びそれを原作として2001年4月25日にグリーンバニーより発売された同名のアダルトアニメについても記述する。

## 内容
本作は、それまでのコマンド選択ではなく、グラフィックの外枠で選択したアイコンをグラフィックの各所へ移動させ、直接クリックしてシナリオを進める「アイコンクリック方式」を初めて搭載した、アドベンチャーゲームである。このため、本作の操作体系は「話す」のコマンドと移動が中心となる一方、画面内で調査可能なアイテムのほとんどは物語の核心と直接関係がない。また、キャラクターとの会話以外にゲームの進行に必要なアイテムがある場合には、そのアイテムが見つかるまで進まない仕組みとなっている。
本作は21世紀の現在から見ればレトロフューチャーとも受け取れる近未来を舞台としたサスペンス作品であると同時に、グロテスクなシーンやSFドタバタコメディとしての一面もある。
なお、シナリオを担当した蛭田昌人曰く、タイトル名は制作当時の新宿西口近くに存在していた水商売の店舗名から付けたという。

### あらすじ
西暦1999年12月、世界各国間の緊張は限界に達し、最終戦争が勃発した。核兵器を初めとする非人道的兵器が次々に使われた結果、地球上のほとんどは人間の住めない荒野と化す。戦争の影響を辛うじて逃れた地域でわずかに生き残っていた人類は、種の存続を賭けた一大計画「メガロアース計画」を立ち上げる。
それから9年後の2008年、メガロアース計画を進めるべく世界の治安を守る組織「スナイパー」と、その妨害を目論む犯罪組織「ブラックウィドウ」は、熾烈な戦いを続けていた。主人公であるジョー・タナカは「スナイパー」の勤務地・メディアセンターに新しく入隊し、男ばかりの「スナイパー」の中で、唯一の女性メンバーであるエルに心をときめかせる。ある日、「スナイパー」の隊員の一人であるロブ・マコナイが消息を絶つ。ロブは「ブラックウィドウ」の首領・ギミックの正体に関する手がかりをつかんでおり、思い当たるふしのあったジョーとエルはその場所へ行き、ロブの遺体を見つける。ジョーは単独捜査の末に、ロブが「ブラックウィドウ」側にいた内通者から情報を得ようとして殺されたことを突き止める。その後、別の隊員であるルッカ・スパーンが惨殺されたうえ、エルがギミックの姦計にはまってしまう。さらに、「スナイパー」の隊員であるラインハルト・バックマスターにも異変が生じる。
ジョーがギミックを倒した後、街が突如無人と化す。ジョーとエルはそれまで入れなかったメディアセンターの5階へ向かったところ、自分たち以外の人間がすべて黒幕によって作られた存在であり、地球も数千年前に滅んでいたことを知る。世界の真の姿を知っても屈せず、黒幕を倒して身も心も結ばれていたジョーとエルは自分たちだけで生きていくことを決心するが、その展開もまた事前に想定されていた「計画」の一環でしかなく、真実を知らないままのジョーとエルによる人類の「繁殖」を示唆しながら、物語は幕を下ろす。

### 舞台設定
核戦争による荒廃から立ち直りつつある2008年の世界を舞台とする本作は、あらゆる争いの種を排除して完全に平和な世界を作るという名目で、人民は上層部のスウェイクラスと一般市民のレベルクラスに分けられている。このうち、レベルクラスの男はマイラーと称され、女はブリーズと称されている。

## 登場人物
ジョー・タナカ（名前変更可能）
本作の主人公。「スナイパー」に加わったばかりの青年。生年月日や出身地などの経歴は明かされていない。また、超Aクラスの銃の腕前を持つが、規定により仲間に自らの階級を明かすことが禁じられている。エルに惹かれていく一方、他の女性にも目移りしてしまう。
エル・マイルズ
ヒロイン。「スナイパー」の一員である、旧アメリカ出身の女性。超Bクラス。23歳。勝気で少々ヤキモチ焼きなところがある。ブラックウィドウとの戦いの中、女好きな主人公には軽蔑の眼差しを向けながらも惹かれていく。仲間の死や自身に迫る危機などを通じて主人公と急接近し、遂には身も心も結ばれる。
ラインハルト・バックマスター
「スナイパー」の一員で、Aクラス。顔の彫りが深いためにかなり老けて見えるが、まだ35歳である。旧ベルギー出身。歴戦の勇者で人望も厚い。
ビックス・ライトフット
「スナイパー」の一員。身長は2メートル超という巨体の上、ヘビースモーカーかつ髭面でラインハルト同様に老けて見えるが、まだ38歳。旧アメリカ出身。厳めしい面構えと性格をしているが、心根は良い。
ロブ・マコナイ
「スナイパー」の一員で、Bクラス。細身で常に不気味な薄笑いを浮かべ、何を考えているのかわからないが、功を焦るところがある。30歳。旧アメリカ出身。
ルッカ・スパーン
「スナイパー」の一員で、Bクラス。童顔の24歳。旧イタリア出身。エルにほのかな想いを寄せている。
カルロス・リベーラ
「スナイパー」の一員で、Bクラス。温厚な性格で26歳。旧ベネズエラ出身。ややアフロ気味の髪型が特徴。
局長
「スナイパー」の管理局の局長。50歳。旧フランス出身。本名は不明。
リンダ・ウォーカー
新聞や雑誌の編集で知られるソシアルリポート社の秘書を務める女性。25歳。旧アメリカ出身。データルームの管理にも携わっており、リンダの許可無しには誰もデータルームへ入れない。
クリス・ロンシュタット
バー「1991」の店員。眼鏡に三つ編みという地味な容姿だが、落ち着いた雰囲気を持ち、家庭の温もりを求める。21歳。旧アメリカ出身。ブラックウィドウに襲われて貞操の危機に陥った所をジョーに救われ、想いを寄せるようになる。
パセリ
新人アイドル歌手。19歳。旧日本出身。ブラックウィドウの手から助けてくれた主人公に心を開く。本名は白鳥 麗魅。
三田 かな
ホスピタルセンターの看護婦。かなり能天気かつ淫乱な性格で男性経験も豊富だが、「スナイパー」関係者とはまだ経験無し。20歳。旧日本出身。主人公のことを気に入り、白衣のまま彼の部屋を訪れて自分からセックスを迫る場面がある。
南 麗子
ジョーがショッピングセンターで出会った人気女優。常に和服を着ている。24歳。旧日本出身。
島野 なつき
ホテル・パラダイスの受付嬢。22歳。旧日本出身。陽気な性格だが、どんな時も大声で呼ばないと現れない。
ロリス・カピロッシュ
ビジョンセンター局長。45歳。旧スペイン出身。やり手だが、パセリのことは商品としてしか見ていない。
フィリス・ロイド
ソシアルリポート社局長で、リンダの上司でもある。50歳。旧アメリカ出身。くたびれたスーツ姿で、スクープを撮ることに熱くこだわる。

## 〔él〕
『〔él〕』（エル）は、2000年9月29日にエルフより発売されたアダルトゲームである。『ELLE』のリメイク版である同作では、現実世界の経年に伴って劇中の年代設定も見直され、本編開始時の年代が西暦2030年に変更された。また、空間演出のために3DCGムービーや、ワイヤーフレームによるデジタルマップが導入されたほか、キャラクターデザインと原画も川合正起を起用して一新された。キャラクターボイスが追加されたが、担当声優は明かされていない。2001年にはグリーンバニーからアダルトアニメ化もされた。2017年にはWindows 7/8.1/10対応版のダウンロード販売が開始された。

### アダルトアニメ版
『〔él〕』を原作として、同名タイトルでグリーンバニーより発売された。DVD全2巻。各30分。
1. 〈#1〉（発売日：2001年4月25日）
2. 〈#2〉（発売日：2001年7月25日）

#### あらすじ（アダルトアニメ版）
〈#1〉
対テロ組織に所属する主人公エルは、秘密結社ブラックウィドウに追われる美少女パセリを助け、同性愛関係を結ぶ。
〈#2〉
スナイパー管理局に捕らえられた酒場の娘クリスは、執拗な尋問の末に理性を崩壊させる。一方、ソシアルリポート社の調査に向かったエルは局長のフィリスに襲われたことから、銃撃戦に持ち込み、リンダを死なせてしまう。

#### スタッフ
- 原作：エルフ『〔él〕』
- 企画：金木怪男、天地悠大
- プロデューサー：雅太郎、越中おさむ、さかいあきお
- スーパーバイザー：Dr.POCHI
- 監督、脚本：金澤勝眞
- 演出：中里としはる
- 絵コンテ：高橋丈夫（〈#1〉）、狂愛博士（〈#2〉）
- キャラクター原案：川合正起
- キャラクターデザイン：瀬上幸雄、高橋丈夫
- 作画監督：高橋丈夫（〈#1〉）、服部憲知（〈#2〉）
- 美術監督：はらゆうこ
- 色彩設計：赤松ゆかり
- アニメーション制作：アームス
- アニメーション制作協力：ひまじん
- 製作：グリーンバニー

#### 主題歌（アニメ）
「〈I Love You Forever〉」
作詞・作曲：処女犯太 / 編曲：珍太一 / 歌：Vanee

#### 英語版
2001年、Nutech Digitalは、OVA版の版権を獲得し、2002年には1巻・2巻ならびにボックスセットを発売し、シェルビー・マインらが収録に参加した。また、これとは別にキティ・メディアもOVAを発売している。

## 反響

### オリジナル版に対する反響
アダルトゲーム『XENON -夢幻の肢体-』の音楽を手掛けた高見龍は、ニュースサイト・AUTOMATONの Koji Fukuyamaとのインタビューの中で、本作が発売されたころは業界内で表現規制が強まるという噂が立っていたことに触れ、本作は表現規制以前の残酷表現をぎりぎりまで実現した名作であると評価している。また、高見はFukuyamaからの「本作はグロテスクな描写を持つSFコメディという点において筒井康隆の『霊長類南へ』から影響を受けたのではないか」という質問に対し、「蛭田さんは筒井さんの世代だと思うし、読んでいたのではないか」としつつも、「蛭田さんは『宇宙戦艦ヤマト』の世代なので、日本のエンターテインメントからの影響が強い」とも答えている。
ライターの大澤良貴が、書籍『美少女ゲームマニアックス』に寄せたコラム「エロゲー今昔物語」によると、本作の登場によってエルフが大作を開発する方針を決定づけ、アダルトゲーム業界も質の強化に力を注がざるを得なくなったとされている。

## 評価

### オリジナル版への評価
1991年11月15日に発行された『美少女ゲーム最前線』パート5では、本作のシステムがアドベンチャーゲームとしてはかなり易しいとされており、新システムであるアイコン方式を導入したため、操作が複雑にならないように配慮したのだろうと推測されている。

### アダルトアニメ版に対する評価
クリス・ビヴァレッジはNutech Digital版とキティ・メディア版の批評をMania.comに寄稿しており、このうちNutech Digital版については2002年に寄稿した記事の中で、この時は第2話における色彩が数秒間だったにもかかわらず印象的だったと好意的に評価した。
メンズサイゾーの穴リスト猫は、良い意味で原作のダイジェスト版になっていると評価している。また、穴リスト猫は街を守るはずの対テロ組織・スナイパーが市民を困らせる表現が政府の腐敗を暗喩であると述べ、逮捕者に対する凄惨な拷問シーンなどもあって、勧善懲悪になっていない点が良いと評価している。